# دومینیک لموئین
دومینیک لموئین (انگلیسی: Dominique Lemoine؛ زادهٔ ۱۲ مارس ۱۹۶۶) بازیکن سابق فوتبال اهل بلژیک است.
وی همچنین در تیم ملی فوتبال بلژیک بازی کرده‌است.